# Partizanska bolnica Franja
Partizanska bolnica Franja (slovenski: Slovenska vojna partizanska bolnica Franja, SVPB-F) je bila tajna partizanska bolnica koja se tijekom narodnooslobodilačkog rata nalazila u brdima iznad sela Novaka u okolici mjesta Cerkno u zapadnoj Sloveniji. 
Bolnica je osnovana u studenom 1943. godine kada je 31. slovenska divizija morala evakuirati svoje ranjenike. Mjesto je odabrao doktor Viktor Volčjak, koji je podigao i prvu bolničku baraku u koju su primljeni prvi ranjenici. 
Bolnica je bila među najbolje opremljenim tajnim partizanskim bolnicama, te je uz operacijsku dvoranu posjedovala i rendgenski uređaj, prostorije za skrb invalida i malu elektranu. Bolnica je imala kapacitet do 120 ležećih pacijenata i uvjete za skrb 522 teško ranjene osobe. Nekih tisuću ranjenih vojnika različitih nacionalnosti su liječeni u bolnici Franja, te su pored Slovenaca tu liječeni i građani drugih jugoslavenskih naroda, ali i Talijani, Francuzi, Rusi, Poljaci, Amerikanci i Austrijanci. Jedan od pacijenata, zarobljeni njemački vojnik, pridružio se bolničkom osoblju nakon oporavka i tamo ostao do kraja rata. Tijekom cijelog razdoblja bolničkog rada umro je 61 pacijent.
Osobito se pazilo da neprijatelj ne otkrije bolnicu, tako da je postojala posebna postrojba koja je skrivala i najsitnije tragove koji su nastali prilikom prebacivanja ranjenika zavezanih očiju noću do baraka. Operacije, previjanje ranjenika, sterilizacija, priprema istrumenata, izrada proteza za invalide i pripremanje hrane je obavljano tijekom dana. 
Nakon brojnih ofanziva i zbog povećanja broja ranjenika, bolnica je postala pretijesna. Kako je mjesta među stijenama bilo malo, bolničko osoblje je, kada bi se znalo da Nijemci nisu u blizini, miniralo stijene i odvajalo komad po komad litice stvarajući prostor za nove barake. Osiguranje bolnice su bili minska polja i bunkeri sa strojnicama, ali i specijalne zemunice u koje bi se, u slučaju napada, evakuirali ranjenici. No najvažniji je bio odabir mjesta za bolnicu koji je nadoknađivao slabo branjenu bolnicu, te je bolnica bila dostupna samo preko dasaka i pokretnog mosta skrivenog u strmim klisurama potoka Pasica.
Iako je Wehrmacht organizirao nekoliko pokušaja otkrivanja bolnice, neprijatelj ju nije pronašao do kraja rata i većina njezine opreme je i danas na licu mjesta. Zbog toga je Slovenija nominirala partizansku bolnicu Franja za upis na UNESCO-ov popis mjesta svjetske baštine u Europi 2000. godine.
Dana 18. listopada 2007. godine, bolnica Franja je jako stradala u poplavi nakon velikih padalina, ali je potpuno obnovljena i otvorena za posjetitelje 2010. godine.